# Chapelle Saint-Jean-Baptiste de Génerville
La chapelle Saint-Jean-Baptiste est une chapelle située au hameau de Génerville à Sours, dans le département français d'Eure-et-Loir.

## Historique
Pendant l'Antiquité, on construit un fanum (temple gallo-romaine) à l'emplacement actuel du hameau. À travers le temps, le petit village de Generville se construit autour.
Le petit temple fait office de chapelle dédiée à saint Jean-Baptiste. Elle appartiendra aux Templiers puis en 1312, à la dissolution de l'ordre lors du concile de Vienne, elle devient la propriété des Hospitaliers.
En 1793, les vestiges de la chapelle antique disparaissent avec la tourmente de la Révolution française.
Vers 1870, les habitants du hameau eux-mêmes construisent une chapelle précaire avec des matériaux simples pour avoir un lieu où se recueillir. Afin que sa structure soit définitive, les habitants se lancent dans un grand projet de collecte de fonds et d'associations de compétences afin de construire l'actuelle chapelle.